# Charley Mitchell
Charley Mitchell (* 24. November 1861 in Birmingham, Vereinigtes Königreich, als Charles Watson Mitchell; † 3. April 1918) war ein britischer Boxer im Schwergewicht. 
Dem 1,75 Meter großen Linksausleger gelang es nie einen Weltmeisterschaftstitel zu erobern. Dennoch fand er im Jahre 2002 Aufnahme in die International Boxing Hall of Fame (kurz IBHOF).